# Bear Family
Bear Family est un label discographique indépendant allemand, basé à Holste en Basse-Saxe. Bear Family est principalement connu pour rééditer des disques de rock country produits dans les années 1950 avec des artistes tels que Duane Eddy, Frankie Lymon ou Johnny Cash.

## Histoire
Le label est fondé en 1975 par le collectionneur Richard Weize, et  débute avec le double LP Going Back to Dixie de Bill Clifton. Il se fait connaître pour ses coffrets extravagants (et coûteux). La société se décrit comme un « label de collectionneurs » en raison de son activité principale, qui consiste à rééditer des enregistrements rares au format CD en petites quantités. Historiquement, leurs morceaux n'ont eu qu'une disponibilité limitée aux États-Unis, stocké au Ernest Tubb Record Shop, et par des sources de vente par correspondance. Un grand nombre de leurs coffrets sont disponibles sur Amazon Marketplace.
En 1982, RCA Records combine des chansons chantées indépendamment par Reeves et Patsy Cline en duos en utilisant une bande master de 24 pistes. Une nouvelle orchestration et de nouvelles pistes d'accompagnement sont ajoutées, et les pistes sont ensuite remixées pour la stéréo. L'album similaire de RCA s'intitule Greatest Hits of Jim Reeves and Patsy Cline. Ces duos figurent sur l'album Remembering Patsy Cline and Jim Reeves LP.
En 1996, le label publie une compilation de 16 CD intitulée Welcome to my World, by Jim Reeves, comprenant plus de 75 titres inédits et de nombreux enregistrements de démos.